# Voetbal op de Olympische Zomerspelen 1980
Voetbal is een van de sporten die beoefend werden tijdens de Olympische Zomerspelen 1980 in Moskou.

## Kwalificatie
De geplaatste landen Argentinië, Egypte, Ghana, Iran, Maleisië, Noorwegen en de Verenigde Staten besloten de Spelen te boycotten. 
| Toernooi             | Werelddeel                 | Plaatsen | Geplaatste landen                                                          |
| -------------------- | -------------------------- | -------- | -------------------------------------------------------------------------- |
| kwalificatietoernooi | Automatisch                | 2        | Sovjet-Unie (gastland) DDR (titelhouder)                                   |
| kwalificatietoernooi | Europa                     | 4 (+2)   | Tsjecho-Slowakije Noorwegen Finland (verving Noorwegen) Spanje Joegoslavië |
| kwalificatietoernooi | Azië                       | 3        | Irak Maleisië Koeweit (verving Maleisië) Iran Syrië (verving Iran)         |
| kwalificatietoernooi | Afrika                     | 3        | Algerije Ghana Nigeria (verving Ghana) Egypte Zambia (verving Egypte)      |
| kwalificatietoernooi | Noord- en Centraal Amerika | 2        | Costa Rica Verenigde Staten Cuba (verving Verenigde Staten)                |
| kwalificatietoernooi | Zuid-Amerika               | 2        | Colombia Argentinië Venezuela (verving Argentinië)                         |
| Totaal               | Totaal                     | 16       |                                                                            |

## Stadions
| Moskou                           | Moskou                           | Moskou                          | Moskou                           | Moskou                                 | Moskou                                 |
| -------------------------------- | -------------------------------- | ------------------------------- | -------------------------------- | -------------------------------------- | -------------------------------------- |
| Leninstadion capaciteit: 91.251  | Leninstadion capaciteit: 91.251  | Leninstadion capaciteit: 91.251 | Dinamostadion capaciteit: 50.475 | Dinamostadion capaciteit: 50.475       | Dinamostadion capaciteit: 50.475       |
|                                  |                                  |                                 |                                  |                                        |                                        |
| Minsk                            | Minsk                            | Leningrad                       | Leningrad                        | Kiev                                   | Kiev                                   |
| Dinamostadion capaciteit: 50.125 | Dinamostadion capaciteit: 50.125 | Kirovstadion capaciteit: 74.000 | Kirovstadion capaciteit: 74.000  | Republican Stadion capaciteit: 100.169 | Republican Stadion capaciteit: 100.169 |
|                                  |                                  |                                 |                                  |                                        |                                        |

## Competitieschema
| GF | Groepsfase | ¼ | Kwartfinale | ½ | Halve finales | B | Bronzen finale | F | Finale |

| 20 zon | 21 maa | 22 din | 23 woe | 24 don | 25 vrij | 26 zat | 27 zon | 28 maa | 29 din | 30 woe | 31 don | 1 vrij | 2 zat |
| ------ | ------ | ------ | ------ | ------ | ------- | ------ | ------ | ------ | ------ | ------ | ------ | ------ | ----- |
| GF     | GF     | GF     | GF     | GF     | GF      |        | ¼      |        | ½      |        |        | B      | F     |

## Scheidsrechters
- Ali Albannai Abdulwahab
- Salim Naji Al-Hachami
- Marwan Arafat
- Romualdo Arppi Filho
- Eldar Azim-Zade
- Ramón Calderón

- José Castro Lozada
- Nyirenda Chayu
- Vojtěch Christov
- André Daina
- Ulf Eriksson
- Bassey Eyo-Honesty

- Emilio Guruceta-Muro
- Enrique Labó
- Belaïd Lacarne
- Riccardo Lattanzi
- Anders Mattsson
- Marjan Raus

- Mario Rubio Vázquez
- Luis Siles
- Klaus Scheurell
- Bob Valentine
- Guillermo Velázquez
- Franz Wöhrer

## Heren

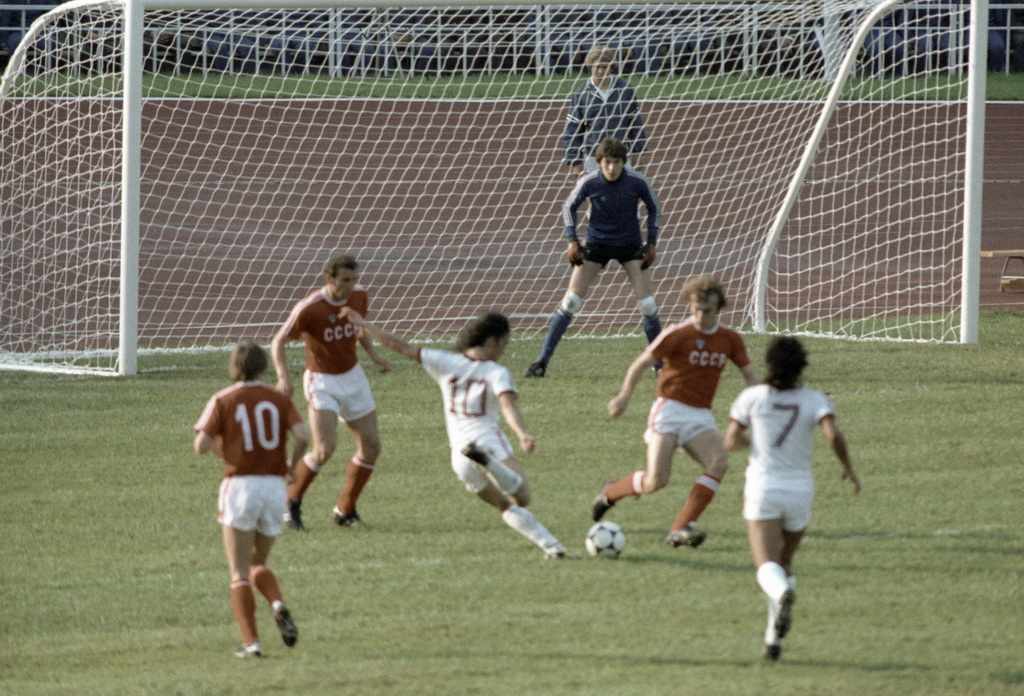
Foto van de wedstrijd tussen de Sovjet-Unie en Venezuela

### Groepsfase

#### Groep A
| Rang | Land        | Wed | W | G | V | DV | DT | DS  | Ptn |
| ---- | ----------- | --- | - | - | - | -- | -- | --- | --- |
| 1    | Sovjet-Unie | 3   | 3 | 0 | 0 | 15 | 1  | +14 | 6   |
| 2    | Cuba        | 3   | 2 | 0 | 1 | 3  | 9  | –6  | 4   |
| 3    | Venezuela   | 3   | 1 | 0 | 2 | 3  | 7  | –4  | 2   |
| 4    | Zambia      | 3   | 0 | 0 | 3 | 2  | 6  | –4  | 0   |

|                                |            |       |        |                                                                                  |
| 20 juli 1980 12:00 uur (UTC+3) | Cuba       | 1 – 0 | Zambia | Kirovstadion, Leningrad Toeschouwers: 100.000 Scheidsrechter: Marijan Raus (YUG) |
| 20 juli 1980 12:00 uur (UTC+3) | Roldán 58' |       |        | Kirovstadion, Leningrad Toeschouwers: 100.000 Scheidsrechter: Marijan Raus (YUG) |

|                                |                                                          |       |           |                                                                               |
| 20 juli 1980 12:00 uur (UTC+3) | Sovjet-Unie                                              | 4 – 0 | Venezuela | Leninstadion, Moskou Toeschouwers: 80.000 Scheidsrechter: Franz Woehrer (AUT) |
| 20 juli 1980 12:00 uur (UTC+3) | Andrejev 3' Tsjerenkov 25' Gavrilov 34' Hovhannisyan 51' |       |           | Leninstadion, Moskou Toeschouwers: 80.000 Scheidsrechter: Franz Woehrer (AUT) |

|                                |                         |       |                 |                                                                                         |
| 22 juli 1980 12:00 uur (UTC+3) | Cuba                    | 2 – 1 | Venezuela       | Kirovstadion, Leningrad Toeschouwers: 70.000 Scheidsrechter: Emilio Guruceta Muro (ESP) |
| 22 juli 1980 12:00 uur (UTC+3) | Hernández 49' Núñez 71' |       | 68' Zubizarreta | Kirovstadion, Leningrad Toeschouwers: 70.000 Scheidsrechter: Emilio Guruceta Muro (ESP) |

|                                |                                       |       |             |                                                                               |
| 22 juli 1980 12:00 uur (UTC+3) | Sovjet-Unie                           | 3 – 1 | Zambia      | Leninstadion, Moskou Toeschouwers: 80.000 Scheidsrechter: Marwan Arafat (SYR) |
| 22 juli 1980 12:00 uur (UTC+3) | Chidijatoellin 9', 51' Tsjerenkov 87' |       | 13' Chitalu | Leninstadion, Moskou Toeschouwers: 80.000 Scheidsrechter: Marwan Arafat (SYR) |

|                                |                                                                                         |       |      |                                                                                |
| 24 juli 1980 12:00 uur (UTC+3) | Sovjet-Unie                                                                             | 8 – 0 | Cuba | Dinamostadion, Moskou Toeschouwers: 52.000 Scheidsrechter: Bob Valentine (GBR) |
| 24 juli 1980 12:00 uur (UTC+3) | Andrejev 8', 27', 44' Romantsev 20' Shavlo 43' Tsjerenkov 55' Gavrilov 75' Bessonov 77' |       |      | Dinamostadion, Moskou Toeschouwers: 52.000 Scheidsrechter: Bob Valentine (GBR) |

|                                |                                 |       |             |                                                                                       |
| 24 juli 1980 12:00 uur (UTC+3) | Venezuela                       | 2 – 1 | Zambia      | Kirovstadion, Leningrad Toeschouwers: 80.000 Scheidsrechter: Luis Paulino Siles (CRC) |
| 24 juli 1980 12:00 uur (UTC+3) | Zubizarreta 86' Elie 90' (pen.) |       | 73' Chitalu | Kirovstadion, Leningrad Toeschouwers: 80.000 Scheidsrechter: Luis Paulino Siles (CRC) |

#### Groep B
| Rang | Land              | Wed | W | G | V | DV | DT | DS | Ptn |
| ---- | ----------------- | --- | - | - | - | -- | -- | -- | --- |
| 1    | Tsjecho-Slowakije | 3   | 1 | 2 | 0 | 4  | 1  | +3 | 4   |
| 2    | Koeweit           | 3   | 1 | 2 | 0 | 4  | 2  | +2 | 4   |
| 3    | Colombia          | 3   | 1 | 1 | 1 | 2  | 4  | –2 | 3   |
| 4    | Nigeria           | 3   | 0 | 1 | 2 | 2  | 5  | –3 | 1   |

|                                |                                  |       |          |                                                              |
| 21 juli 1980 12:00 uur (UTC+3) | Tsjecho-Slowakije                | 3 – 0 | Colombia | Kirovstadion, Leningrad Scheidsrechter: Belaïd Lacarne (ALG) |
| 21 juli 1980 12:00 uur (UTC+3) | Pokluda 14' Berger 18' Vízek 85' |       |          | Kirovstadion, Leningrad Scheidsrechter: Belaïd Lacarne (ALG) |

|                                |                                                  |       |                    |                                                             |
| 21 juli 1980 12:00 uur (UTC+3) | Koeweit                                          | 3 – 1 | Nigeria            | Dinamostadion, Moskou Scheidsrechter: Klaus Scheurell (DDR) |
| 21 juli 1980 12:00 uur (UTC+3) | Al-Dakhil 16' Al-Dakhil 40' Al-Dakhil 85' (pen.) |       | 25' (e.d.) Mubarak | Dinamostadion, Moskou Scheidsrechter: Klaus Scheurell (DDR) |

|                                |               |       |            |                                                            |
| 23 juli 1980 12:00 uur (UTC+3) | Colombia      | 1 – 1 | Koeweit    | Dinamostadion, Moskou Scheidsrechter: Anders Mattson (FIN) |
| 23 juli 1980 12:00 uur (UTC+3) | Molinares 73' |       | 64' Yaqoub | Dinamostadion, Moskou Scheidsrechter: Anders Mattson (FIN) |

|                                |                   |       |           |                                                                     |
| 23 juli 1980 12:00 uur (UTC+3) | Tsjecho-Slowakije | 1 – 1 | Nigeria   | Kirovstadion, Leningrad Scheidsrechter: Enrique Labo Revoredo (PER) |
| 23 juli 1980 12:00 uur (UTC+3) | Vízek 25'         |       | 84' Nwosu | Kirovstadion, Leningrad Scheidsrechter: Enrique Labo Revoredo (PER) |

|                                |             |       |         |                                                                   |
| 25 juli 1980 12:00 uur (UTC+3) | Colombia    | 1 – 0 | Nigeria | Dinamostadion, Moskou Scheidsrechter: Salim Naji Al-Hachami (IRQ) |
| 25 juli 1980 12:00 uur (UTC+3) | Cardona 55' |       |         | Dinamostadion, Moskou Scheidsrechter: Salim Naji Al-Hachami (IRQ) |

|                                |                   |       |         |                                                                 |
| 25 juli 1980 12:00 uur (UTC+3) | Tsjecho-Slowakije | 0 – 0 | Koeweit | Kirovstadion, Leningrad Scheidsrechter: Riccardo Lattanzi (ITA) |
| 25 juli 1980 12:00 uur (UTC+3) |                   |       |         | Kirovstadion, Leningrad Scheidsrechter: Riccardo Lattanzi (ITA) |

#### Groep C
| Rang | Land     | Wed | W | G | V | DV | DT | DS | Ptn |
| ---- | -------- | --- | - | - | - | -- | -- | -- | --- |
| 1    | DDR      | 3   | 2 | 1 | 0 | 7  | 1  | +6 | 5   |
| 2    | Algerije | 3   | 1 | 1 | 1 | 4  | 2  | +2 | 3   |
| 3    | Spanje   | 3   | 0 | 3 | 0 | 2  | 2  | 0  | 3   |
| 4    | Syrië    | 3   | 0 | 1 | 2 | 0  | 8  | –8 | 1   |

|                                |          |       |            |                                                                                   |
| 20 juli 1980 12:00 uur (UTC+3) | DDR      | 1 – 1 | Spanje     | Republican Stadion, Kiev Toeschouwers: 100.000 Scheidsrechter: Ulf Eriksson (SWE) |
| 20 juli 1980 12:00 uur (UTC+3) | Kühn 49' |       | 50' Marcos | Republican Stadion, Kiev Toeschouwers: 100.000 Scheidsrechter: Ulf Eriksson (SWE) |

|                                |                                              |       |       |                                                             |
| 20 juli 1980 12:00 uur (UTC+3) | Algerije                                     | 3 – 0 | Syrië | Dinamostadion, Minsk Scheidsrechter: Vojtech Christov (TCH) |
| 20 juli 1980 12:00 uur (UTC+3) | Belloumi 36' Madjer 48' Merzekane 73' (pen.) |       |       | Dinamostadion, Minsk Scheidsrechter: Vojtech Christov (TCH) |

|                                |               |       |          |                                                                                          |
| 22 juli 1980 12:00 uur (UTC+3) | DDR           | 1 – 0 | Algerije | Republican Stadion, Kiev Toeschouwers: 70.000 Scheidsrechter: Romualdo Arppi Filho (BRA) |
| 22 juli 1980 12:00 uur (UTC+3) | Terletzki 61' |       |          | Republican Stadion, Kiev Toeschouwers: 70.000 Scheidsrechter: Romualdo Arppi Filho (BRA) |

|                                |        |       |       |                                                               |
| 22 juli 1980 12:00 uur (UTC+3) | Spanje | 0 – 0 | Syrië | Dinamostadion, Minsk Scheidsrechter: José Castro Lozada (VEN) |
| 22 juli 1980 12:00 uur (UTC+3) |        |       |       | Dinamostadion, Minsk Scheidsrechter: José Castro Lozada (VEN) |

|                                |            |       |              |                                                           |
| 24 juli 1980 12:00 uur (UTC+3) | Spanje     | 1 – 1 | Algerije     | Dinamostadion, Minsk Scheidsrechter: Eldar Azimzade (URS) |
| 24 juli 1980 12:00 uur (UTC+3) | Rincón 38' |       | 63' Belloumi | Dinamostadion, Minsk Scheidsrechter: Eldar Azimzade (URS) |

|                                |                                                |       |       |                                                                                  |
| 24 juli 1980 12:00 uur (UTC+3) | DDR                                            | 5 – 0 | Syrië | Republican Stadion, Kiev Toeschouwers: 80.000 Scheidsrechter: Ulf Eriksson (SWE) |
| 24 juli 1980 12:00 uur (UTC+3) | Hause 6' Netz 25', 45' Peter 75' Terletzki 82' |       |       | Republican Stadion, Kiev Toeschouwers: 80.000 Scheidsrechter: Ulf Eriksson (SWE) |

#### Groep D
| Rang | Land        | Wed | W | G | V | DV | DT | DS | Ptn |
| ---- | ----------- | --- | - | - | - | -- | -- | -- | --- |
| 1    | Joegoslavië | 3   | 2 | 1 | 0 | 6  | 3  | +3 | 5   |
| 2    | Irak        | 3   | 1 | 2 | 0 | 4  | 1  | +3 | 4   |
| 3    | Finland     | 3   | 1 | 1 | 1 | 3  | 2  | +1 | 3   |
| 4    | Costa Rica  | 3   | 0 | 0 | 3 | 2  | 9  | –7 | 0   |

|                                |                                          |       |         |                                                                                    |
| 21 juli 1980 19:00 uur (UTC+3) | Joegoslavië                              | 2 – 0 | Finland | Dinamostadion, Minsk Toeschouwers: 5.000 Scheidsrechter: Mario Rubio Vázquez (MEX) |
| 21 juli 1980 19:00 uur (UTC+3) | Dževad Šećerbegović 56' Miloš Šestić 58' |       |         | Dinamostadion, Minsk Toeschouwers: 5.000 Scheidsrechter: Mario Rubio Vázquez (MEX) |

|                                |                                |       |            |                                                               |
| 21 juli 1980 12:00 uur (UTC+3) | Irak                           | 3 – 0 | Costa Rica | Republican Stadion, Kiev Scheidsrechter: Nyirenda Chayu (ZAM) |
| 21 juli 1980 12:00 uur (UTC+3) | Ahmed 45' Saeed 49' Hassan 75' |       |            | Republican Stadion, Kiev Scheidsrechter: Nyirenda Chayu (ZAM) |

|                                |                                     |       |                      |                                                               |
| 23 juli 1980 12:00 uur (UTC+3) | Joegoslavië                         | 3 – 2 | Costa Rica           | Dinamostadion, Minsk Scheidsrechter: Bassey Eyo-Honesty (NGR) |
| 23 juli 1980 12:00 uur (UTC+3) | Zlatko Vujović 6', 54' Primorac 24' |       | 35' White 90' Arroyo | Dinamostadion, Minsk Scheidsrechter: Bassey Eyo-Honesty (NGR) |

|                                |      |       |         |                                                                                    |
| 23 juli 1980 19:00 uur (UTC+3) | Irak | 0 – 0 | Finland | Republican Stadium, Kiev Toeschouwers: 40.000 Scheidsrechter: Ramón Calderón (CUB) |
| 23 juli 1980 19:00 uur (UTC+3) |      |       |         | Republican Stadium, Kiev Toeschouwers: 40.000 Scheidsrechter: Ramón Calderón (CUB) |

|                                |            |                                                 |         |                                                                                              |
| 25 juli 1980 19:00 uur (UTC+3) | Costa Rica | 0 – 3                                           | Finland | Republican Stadion, Kiev Toeschouwers: 50.000 Scheidsrechter: Ali Al Bannai Abdulwahab (KUW) |
| 25 juli 1980 19:00 uur (UTC+3) |            | 18' Ari Tissari 58' Jouko Alila 88' Jouko Soini |         | Republican Stadion, Kiev Toeschouwers: 50.000 Scheidsrechter: Ali Al Bannai Abdulwahab (KUW) |

|                                |                   |       |            |                                                        |
| 25 juli 1980 12:00 uur (UTC+3) | Joegoslavië       | 1 – 1 | Irak       | Dinamostadion, Minsk Scheidsrechter: André Daina (SUI) |
| 25 juli 1980 12:00 uur (UTC+3) | Zoran Vujović 63' |       | 61' Hassan | Dinamostadion, Minsk Scheidsrechter: André Daina (SUI) |

### Knock-outfase
|  | Kwartfinale         | Kwartfinale       |                     |   | Halve finale       | Halve finale       |  |  | Finale | Finale |
|  |                     |                   |                     |   |                    |                    |  |  |        |        |
|  | 27 juli – Moskou    |                   |                     |   |                    |                    |  |  |        |        |
|  |                     |                   |                     |   |                    |                    |  |  |        |        |
|  | Sovjet-Unie         | 2                 |                     |   |                    |                    |  |  |        |        |
|  | Sovjet-Unie         | 2                 | 29 juli – Moskou    |   |                    |                    |  |  |        |        |
|  | Koeweit             | 1                 |                     |   |                    |                    |  |  |        |        |
|  | Koeweit             | 1                 | Sovjet-Unie         | 0 |                    |                    |  |  |        |        |
|  | 27 juli – Kiev      |                   | Sovjet-Unie         | 0 |                    |                    |  |  |        |        |
|  |                     | DDR               | 1                   |   |                    |                    |  |  |        |        |
|  | DDR                 | DDR               | 1                   | 4 |                    |                    |  |  |        |        |
|  | DDR                 |                   | 2 augustus – Moskou | 4 |                    |                    |  |  |        |        |
|  | Irak                | 0                 |                     |   |                    |                    |  |  |        |        |
|  | Irak                | 0                 | DDR                 | 0 |                    |                    |  |  |        |        |
|  | 27 juli – Leningrad |                   | DDR                 | 0 |                    |                    |  |  |        |        |
|  |                     | Tsjecho-Slowakije | 1                   |   |                    |                    |  |  |        |        |
|  | Tsjecho-Slowakije   | Tsjecho-Slowakije | 1                   | 3 |                    |                    |  |  |        |        |
|  | Tsjecho-Slowakije   | 29 juli – Moskou  |                     | 3 |                    |                    |  |  |        |        |
|  | Cuba                | 0                 |                     |   |                    |                    |  |  |        |        |
|  | Cuba                | 0                 | Tsjecho-Slowakije   | 2 |                    |                    |  |  |        |        |
|  | 27 juli – Minsk     |                   | Tsjecho-Slowakije   | 2 |                    |                    |  |  |        |        |
|  |                     | Joegoslavië       | 0                   |   | Wedstrijd om brons | Wedstrijd om brons |  |  |        |        |
|  | Joegoslavië         | Joegoslavië       | 0                   | 3 | Wedstrijd om brons | Wedstrijd om brons |  |  |        |        |
|  | Joegoslavië         |                   | 1 augustus – Moskou | 3 |                    |                    |  |  |        |        |
|  | Algerije            | 0                 |                     |   |                    |                    |  |  |        |        |
|  | Algerije            | 0                 | Sovjet-Unie         | 2 |                    |                    |  |  |        |        |
|  |                     |                   |                     |   |                    |                    |  |  |        |        |
|  | Joegoslavië         | 0                 |                     |   |                    |                    |  |  |        |        |
|  | Joegoslavië         | 0                 |                     |   |                    |                    |  |  |        |        |

#### Kwartfinales
|                                |                                           |       |          |                                                            |
| 27 juli 1980 12:00 uur (UTC+3) | Joegoslavië                               | 3 – 0 | Algerije | Dinamostadion, Minsk Scheidsrechter: Klaus Scheurell (DDR) |
| 27 juli 1980 12:00 uur (UTC+3) | Miročević 5' Šestić 19' Zoran Vujović 70' |       |          | Dinamostadion, Minsk Scheidsrechter: Klaus Scheurell (DDR) |

|                                |                             |       |            |                                                                                      |
| 27 juli 1980 12:00 uur (UTC+3) | Sovjet-Unie                 | 2 – 1 | Koeweit    | Dinamostadion, Moskou Toeschouwers: 48.000 Scheidsrechter: Mario Rubio Vázquez (MEX) |
| 27 juli 1980 12:00 uur (UTC+3) | Tsjerenkov 30' Gavrilov 51' |       | 59' Yaqoub | Dinamostadion, Moskou Toeschouwers: 48.000 Scheidsrechter: Mario Rubio Vázquez (MEX) |

|                                |                            |       |      |                                                                     |
| 27 juli 1980 12:00 uur (UTC+3) | Tsjecho-Slowakije          | 3 – 0 | Cuba | Kirovstadion, Leningrad Scheidsrechter: Enrique Labo Revoredo (PER) |
| 27 juli 1980 12:00 uur (UTC+3) | Vízek 29', 59' Pokluda 90' |       |      | Kirovstadion, Leningrad Scheidsrechter: Enrique Labo Revoredo (PER) |

|                                |                                                           |       |      |                                                                                          |
| 27 juli 1980 12:00 uur (UTC+3) | DDR                                                       | 4 – 0 | Irak | Republican Stadion, Kiev Toeschouwers: 48.000 Scheidsrechter: Romualdo Arppi Filho (BRA) |
| 27 juli 1980 12:00 uur (UTC+3) | Schnuphase 4' (pen.) Netz 11' Steinbach 17' Terletzki 22' |       |      | Republican Stadion, Kiev Toeschouwers: 48.000 Scheidsrechter: Romualdo Arppi Filho (BRA) |

#### Halve finales
|                                |             |          |     |                                                                              |
| 29 juli 1980 12:00 uur (UTC+3) | Sovjet-Unie | 0 – 1    | DDR | Leninstadion, Moskou Toeschouwers: 95.000 Scheidsrechter: Ulf Eriksson (SWE) |
| 29 juli 1980 12:00 uur (UTC+3) |             | 16' Netz |     | Leninstadion, Moskou Toeschouwers: 95.000 Scheidsrechter: Ulf Eriksson (SWE) |

|                                |                      |       |             |                                                                                |
| 29 juli 1980 13:00 uur (UTC+3) | Tsjecho-Slowakije    | 2 – 0 | Joegoslavië | Dinamostadion, Moskou Toeschouwers: 48,000 Scheidsrechter: Franz Woehrer (AUT) |
| 29 juli 1980 13:00 uur (UTC+3) | Lička 4' Šreiner 18' |       |             | Dinamostadion, Moskou Toeschouwers: 48,000 Scheidsrechter: Franz Woehrer (AUT) |

#### Bronzen finale
|                                   |                               |       |             |                                                                                |
| 1 augustus 1980 12:00 uur (UTC+3) | Sovjet-Unie                   | 2 – 0 | Joegoslavië | Dinamostadion, Moskou Toeschouwers: 45.000 Scheidsrechter: Bob Valentine (GBR) |
| 1 augustus 1980 12:00 uur (UTC+3) | Hovhannisyan 67' Andrejev 82' |       |             | Dinamostadion, Moskou Toeschouwers: 45.000 Scheidsrechter: Bob Valentine (GBR) |

#### Finale
|                                   |                   |       |     |                                                                                |
| 2 augustus 1980 12:00 uur (UTC+3) | Tsjecho-Slowakije | 1 – 0 | DDR | Leninstadion, Moskou Toeschouwers: 70,000 Scheidsrechter: Eldar Azimzade (URS) |
| 2 augustus 1980 12:00 uur (UTC+3) | Svoboda 77'       |       |     | Leninstadion, Moskou Toeschouwers: 70,000 Scheidsrechter: Eldar Azimzade (URS) |

### Eindrangschikking

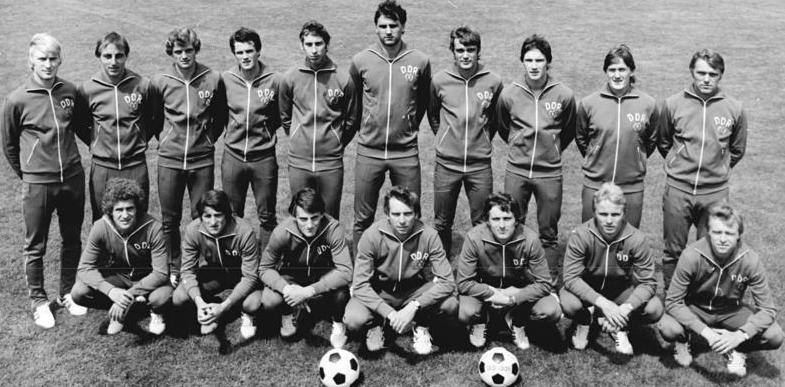
Het elftal van Oost-Duitsland voor het begin van de wedstrijd tegen de Sovjet-Unie

| rang   | land              |
| ------ | ----------------- |
| Goud   | Tsjecho-Slowakije |
| Zilver | DDR               |
| Brons  | Sovjet-Unie       |
| 4      | Joegoslavië       |

## Topschutters
5 goals
- Sergej Andrejev

4 goals
- Ladislav Vízek
- Wolf-Rüdiger Netz
- Fjodor Tsjerenkov

3 goals
- Frank Terletzki
- Faisal Al-Dakhil
- Joeri Gavrilov

2 goals
| - Lakhdar Belloumi - Lubomír Pokluda - Falah Hassan - Jasem Yaqoub | - Vagiz Chidijatoellin - Choren Oganesjan - Iker Zubizarreta - Miloš Šestić | - Zlatko Vujović - Zoran Vujović - Godfrey Chitalu |

1 goal
| - Rabah Madjer - Chaabane Merzekane - Benjamin Cardona - Carlos Molinares - Omar Arroyo - Jorge White - Luis Hernández - Ramón Núñez - Andrés Roldán - Jan Berger - Werner Lička | - Zdeněk Sreiner - Jindřich Svoboda - Jouko Alila - Jouko Soini - Ari Tissari - Lothar Hause - Dieter Kühn - Werner Peter - Rüdiger Schnuphase - Wolfgang Steinbach - Hadi Ahmad Basheer | - Hussein Saeed - Henry Nwosu - Marcos Alonso Peña - Hipólito Rincón - Oleg Romantsev - Sergej Sjavlo - Vladimir Bessonov - Robert Elie - Dževad Šećerbegović - Boro Primorac - Ante Miročević |

Own goals
- Mahboub Mubarak